# Реймонд Гаттон
Реймонд Вільям Гаттон (англ. Raymond William Hatton; 7 липня 1887 — 21 жовтня 1971) — американський актор кіно, який з'явився в майже півтисячі фільмів, в тому числі у комедіях 1920-х років у парі з Воллесом Бірі.
Після того, як Реймонд Гаттон зробив успішну кар'єру у німому кіно, його кар'єра незабаром пішла на спад з початком ери звукового кіно, і він зазвичай грав другорядні ролі.
Реймонд Гаттон має зірку на Голлівудській Алеї Слави на Вайн-стріт 1708.

## Вибрана фільмографія
- 1913 — Бенгвільська поліція / The Bangville Police — незнайомець в сараї
- 1915 — Не випускай з уваги / The Wild Goose Chase — містер Райт
- 1915 — Чиммі Фадден / Chimmie Fadden — Ларрі
- 1915 — Невідомий / The Unknown
- 1915 — Розпалювання / Kindling — Стів Бейтс
- 1915 — Чорні дрозди / Blackbirds — Гоук, молодший
- 1916 — Громадська думка / Public Opinion — Сміт
- 1917 — Американський консул / The American Consul — президент Кавільйо
- 1918 — Аризона / Arizona — Тоні
- 1918 — Менше, ніж родич / Less Than Kin — Джеймс Еммонс
- 1918 — Сенді / Sandy — Рікс Вілсон
- 1919 — Не міняйте свого чоловіка / Don't Change Your Husband
- 1919 — Секретна служба / Secret Service — лейтенант Говард Барнеа
- 1919 — У горі і в радості / For Better, for Worse— Бад
- 1920 — Морський вовк / The Sea Wolf — Томас Магрідж, кок
- 1922 — Швидкий поїзд / The Fast Freight
- 1922 — Відплив / Ebb Tide — Хайш
- 1923 — Три мудрих дурня / Three Wise Fools — молодий Гонт
- 1923 — Вірджинець / The Virginian — Шорті
- 1927 — Пожежний, врятуйте мою дитину / Fireman, Save My Child — Сем
- 1927 — Зараз ми в повітрі / Now We're in the Air — Рей
- 1929 — Остання справа Трента / Trent's Last Case — Джошуа Капплс
- 1931 — Лев і ягня / The Lion and the Lamb — Маггсі
- 1934 — Колесо фургона / Wagon Wheels — Джим Берч
- 1943 — Примарний вершник / The Ghost Rider — Сенді Гопкінс
- 1943 — Незнайомець з Пекоса / Stranger from Pecos — Сенді Гопкінс
- 1943 — Євангеліє шести пістолетів / Six Guns Gospel — Сенді Гопкінс
- 1943 — Техаський малий / The Texas Kid — Сенді Гопкінс
- 1943 — Втеча злочинців / Outlaws of Stampede Pass — Сенді Гопкінс
- 1944 — Партнери за обставинами / Partners of the Trail — Сенді Гопкінс
- 1944 — Законники / Law Men — Сенді Гопкінс
- 1944 — Мінливий закон / Range Law — Сенді Гопкінс
- 1944 — Нальотчики з кордону / Raiders of the Border — Сенді Гопкінс
- 1944 — На захід від Ріо Гранде / West of the Rio Grande — Сенді Гопкінс
- 1944 — Країна розбійників / Land of the Outlaws — Сенді Гопкінс
- 1944 — Закон долини / Law of the Valley — Сенді Гопкінс
- 1944 — Примарні стволи / Ghost Guns — Сенді Гопкінс
- 1944 — Стежка в Навахо / Стежка в Навахо — Сенді Гопкінс
- 1945 — Гарматний дим / Gun Smoke — Сенді Гопкінс
- 1945 — Незнайомець із Санта-Фе / Stranger from Santa Fe — Сенді Гопкінс
- 1945 — Втрачений слід / The Lost Trail — Сенді Гопкінс
- 1945 — Конфлікт на Фронтирі / Frontier Feud — Сенді Гопкінс
- 1946 — Прикордонні бандити / Border Bandits — Сенді Гопкінс
- 1946 — Шахта з привидами / The Haunted Mine — Сенді Гопкінс